# Neobisium verae
Neobisium verae är en spindeldjursart som först beskrevs av Lapschoff 1940.  Neobisium verae ingår i släktet Neobisium och familjen helplåtklokrypare. Inga underarter finns listade i Catalogue of Life.